# Bondarnea, Borodeanka
Bondarnea (în ucraineană Бондарня) este un sat în comuna Zahalți din raionul Borodeanka, regiunea Kiev, Ucraina.

## Demografie
Componența lingvistică a localității Bondarnea
     Ucraineană (94,44%)
     Rusă (3,7%)
     Belarusă (1,85%)
Conform recensământului din 2001, majoritatea populației localității Bondarnea era vorbitoare de ucraineană (94,44%), existând în minoritate și vorbitori de rusă (3,7%) și belarusă (1,85%).